# 吉尔孟乡
吉尔孟乡，是中华人民共和国青海省海北藏族自治州刚察县下辖的一个乡镇级行政单位。

## 行政区划
吉尔孟乡下辖以下地区：
环仓贡麻村、日芒村、秀脑秀麻村、秀脑贡麻村和向阳村。